# Derbi leonés
El derbi leonés es el partido de fútbol y la rivalidad entre los clubes españoles de la Sociedad Deportiva Ponferradina y la Cultural y Deportiva Leonesa, los dos clubes más importantes de la provincia de León. La rivalidad extradeportiva existente entre las dos ciudades, ha provocado que el encuentro sea de máxima rivalidad.

## Historia
El Derbi leonés es un partido de fútbol que lo disputan la Cultural y Deportiva Leonesa y la  S. D. Ponferradina, al ser los dos equipos más potentes de la provincia de León. A lo largo de la historia, se han enfrentado en partidos oficiales correspondientes de Liga (Segunda División "B" y Tercera División de España), en Copa Castilla y León y alguna vez en Copa del Rey. Además, han disputado múltiples partidos amistosos. La rivalidad entre ambos equipos no es comparable en toda la provincia de León. En estos partidos, es normal que la afición visitante vaya en masa a apoyar a su equipo en el estadio contrario.
Cuando ambos equipos han estado en Tercera División de España se ha dado derbis entre el Club Atlético Bembibre, Club Deportivo La Virgen del Camino, Club Deportivo Ejido de León, Júpiter Leonés, Sociedad Deportiva Hullera Vasco-Leonesa o el Atlético Astorga Fútbol Club, pero ninguno de ellos tiene la trascendencia ni la rivalidad que los que les enfrentan entre ellos.
En los últimos años, con la  S. D. Ponferradina en Segunda División de España y el efímero paso de la Cultural y Deportiva Leonesa por Tercera División de España, también se ha dado derbis entre el club capitalino con otros equipos de la provincia, como puede ser contra el Club Atlético Bembibre, Club Deportivo La Virgen del Camino, el Atlético Astorga Fútbol Club e incluso con el desaparecido Maestranza Aérea de León.
En la temporada 2016-17 tras el descenso de la  S. D. Ponferradina se recupera el principal derbi leonés que no se jugaba desde que ambos jugasen en la misma categoría en la 2009-10. Además con el descenso del Atlético Astorga Fútbol Club será el único derbi leonés que se dispute en Segunda División B de España.
En la temporada 2023-24 vuelve a jugarse el derbi tras varias temporadas de ausencia.
El último derbi leonés entre la Cultural y Deportiva Leonesa y la Ponferradina, jugado el 17 de mayo de 2025, quedó 2-1 a favor de la SD Ponferradina. 

## Jugadores que han jugado en los dos equipos
| Cultural Leonesa » S. D. Ponferrradina | S. D. Ponferradina » Cultural Leonesa |
| -------------------------------------- | ------------------------------------- |
| Javi de Campo                          | Adán Gurdiel (Cesión)                 |
| Rubén Vega                             | Leandro Montagud                      |
| Fran                                   | David Álvarez                         |
| Rubio                                  | Juan Carlos Menudo                    |
| Iago Díaz                              | Julen Castañeda                       |
| Yelko Pino                             | Dani Pichín                           |
| Michel Zábaco                          | Aitor Fernández                       |
| Aiert                                  | Jon Gaztañaga                         |
|                                        | Sergio Buenacasa                      |
|                                        | Pablo Trigueros                       |
|                                        | Pereira                               |
|                                        | Carlos Bravo                          |

## Comparativa entre los dos equipos
| Hecho                                                    | Cultural y Deportiva Leonesa           | S. D. Ponferradina                      |
| -------------------------------------------------------- | -------------------------------------- | --------------------------------------- |
| Año de fundación                                         | 1923                                   | 1922                                    |
| Temporadas en Primera División                           | 1                                      | 0                                       |
| Puesto en la clasificación histórica de Primera División | 63.º                                   | -                                       |
| Puesto más alto alcanzado en Primera División            | 15.º (1955-56)                         | -                                       |
| Techo histórico en Primera División                      | 3.º (Jornada 1, 1955-56)               | -                                       |
| Primera temporada en Primera División                    | 1955-56                                | -                                       |
| Temporadas en Segunda División                           | 16                                     | 10                                      |
| Campeonatos de Segunda División                          | 1                                      | -                                       |
| Temporadas en Primera División RFEF                      | 3                                      | 1                                       |
| Campeonatos de Primera División RFEF                     | 0                                      | 0                                       |
| Temporadas en Segunda División B                         | 58                                     | 50                                      |
| Campeonatos de Segunda División B                        | 5                                      | 6                                       |
| Temporadas en Tercera División                           | 7                                      | 15                                      |
| Campeonatos de Tercera División                          | 2                                      | -                                       |
| Mejor participación en la Copa del Rey                   | 1/8 de final (1955, 1956, 1960 y 2020) | 1/16 de final (2009, 2012, 2013 y 2016) |
| Récord histórico de socios en una temporada              | 8 864 (2001-02)                        | 7 018 (2022-23)                         |
| Capacidad del estadio                                    | 13 451                                 | 8 800                                   |

° Se contabilizan los datos previos a 1977 de Tercera División en Segunda División B ya que antes de esa fecha, la Tercera División es la tercera categoría del fútbol nacional, después pasa a denominarse así a la cuarta categoría.

## Enfrentamientos oficiales

### Enfrentamientos en Liga

#### Estadísticas generales en Liga
- Primer encuentro: 17 de marzo de 1940
- Último encuentro: 17 de mayo de 2025
- Total de partidos: 91
- Victorias de la Cultural y Deportiva Leonesa: 40
- Victorias de la  S. D. Ponferradina: 28
- Empates: 23
- Goles de la Cultural y Deportiva Leonesa: 133
- Goles de la  S. D. Ponferradina: 100
- Máxima goleada de la Cultural y Deportiva Leonesa en casa: 7-0 (1940-41)
- Máxima goleada de la Cultural y Deportiva Leonesa fuera: 0-3 (1988-89) y 1-4 (1973-74)
- Máxima goleada de la  S. D. Ponferradina en casa: 3-0 (1987-88 y 1964-65) y 4-1 (2007-08)
- Máxima goleada de la  S. D. Ponferradina fuera: 0-3 (1992-93)
- Empate con más goles en León: 3-3 (1949-50 y 1964-54)
- Empate con más goles en Ponferrada: 3-3 (1939-40)

#### Primera Federación (2023-2025)
| Temporada | Local              | Resultado | Visitante          |
| --------- | ------------------ | --------- | ------------------ |
| 2023-24   | S. D. Ponferradina | 1 - 2     | Cultural Leonesa   |
| 2023-24   | Cultural Leonesa   | 0 - 0     | S. D. Ponferradina |
| 2024-25   | Cultural Leonesa   | 2 - 0     | S. D. Ponferradina |
| 2024-25   | S. D. Ponferradina | 2 - 1     | Cultural Leonesa   |

#### Segunda División B (1977-2019)
| Temporada | Local              | Resultado | Visitante          |
| --------- | ------------------ | --------- | ------------------ |
| 1987-88   | Cultural Leonesa   | 1 - 2     | S. D. Ponferradina |
| 1987-88   | S. D. Ponferradina | 3 - 0     | Cultural Leonesa   |
| 1988-89   | Cultural Leonesa   | 2 - 0     | S. D. Ponferradina |
| 1988-89   | S. D. Ponferradina | 0 - 3     | Cultural Leonesa   |
| 1989-90   | Cultural Leonesa   | 2 - 0     | S. D. Ponferradina |
| 1989-90   | S. D. Ponferradina | 2 - 0     | Cultural Leonesa   |
| 1990-91   | Cultural Leonesa   | 0 - 0     | S. D. Ponferradina |
| 1990-91   | S. D. Ponferradina | 3 - 2     | Cultural Leonesa   |
| 1991-92   | S. D. Ponferradina | 1 - 0     | Cultural Leonesa   |
| 1991-92   | Cultural Leonesa   | 0 - 0     | S. D. Ponferradina |
| 1992-93   | S. D. Ponferradina | 0 - 0     | Cultural Leonesa   |
| 1992-93   | Cultural Leonesa   | 0 - 3     | S. D. Ponferradina |
| 1993-94   | S. D. Ponferradina | 1 - 2     | Cultural Leonesa   |
| 1993-94   | Cultural Leonesa   | 2 - 1     | S. D. Ponferradina |
| 1999-00   | S. D. Ponferradina | 1 - 1     | Cultural Leonesa   |
| 1999-00   | Cultural Leonesa   | 2 - 1     | S. D. Ponferradina |
| 2001-02   | S. D. Ponferradina | 1 - 2     | Cultural Leonesa   |
| 2001-02   | Cultural Leonesa   | 5 - 3     | S. D. Ponferradina |
| 2002-03   | Cultural Leonesa   | 0 - 2     | S. D. Ponferradina |
| 2002-03   | S. D. Ponferradina | 1 - 3     | Cultural Leonesa   |
| 2003-04   | S. D. Ponferradina | 0 - 0     | Cultural Leonesa   |
| 2003-04   | Cultural Leonesa   | 0 - 2     | S. D. Ponferradina |
| 2004-05   | Cultural Leonesa   | 1 - 1     | S. D. Ponferradina |
| 2004-05   | S. D. Ponferradina | 3 - 2     | Cultural Leonesa   |
| 2005-06   | S. D. Ponferradina | 2 - 1     | Cultural Leonesa   |
| 2005-06   | Cultural Leonesa   | 0 - 1     | S. D. Ponferradina |
| 2007-08   | S. D. Ponferradina | 4 - 1     | Cultural Leonesa   |
| 2007-08   | Cultural Leonesa   | 0 - 1     | S. D. Ponferradina |
| 2008-09   | Cultural Leonesa   | 1 - 0     | S. D. Ponferradina |
| 2008-09   | S. D. Ponferradina | 0 - 0     | Cultural Leonesa   |
| 2009-10   | S. D. Ponferradina | 1 - 0     | Cultural Leonesa   |
| 2009-10   | Cultural Leonesa   | 1 - 0     | S. D. Ponferradina |
| 2016-17   | S. D. Ponferradina | 1 - 3     | Cultural Leonesa   |
| 2016-17   | Cultural Leonesa   | 0 - 0     | S. D. Ponferradina |
| 2018-19   | S. D. Ponferradina | 0 - 0     | Cultural Leonesa   |
| 2018-19   | Cultural Leonesa   | 1 - 1     | S. D. Ponferradina |

#### Tercera División (1977-2021)
| Temporada | Local              | Resultado | Visitante          |
| --------- | ------------------ | --------- | ------------------ |
| 1983-84   | S. D. Ponferradina | 2 - 1     | Cultural Leonesa   |
| 1983-84   | Cultural Leonesa   | 1 - 0     | S. D. Ponferradina |
| 1984-85   | S. D. Ponferradina | 1 - 2     | Cultural Leonesa   |
| 1984-85   | Cultural Leonesa   | 2 - 1     | S. D. Ponferradina |
| 1985-86   | Cultural Leonesa   | 0 - 0     | S. D. Ponferradina |
| 1985-86   | S. D. Ponferradina | 1 - 1     | Cultural Leonesa   |
| 1986-87   | S. D. Ponferradina | 1 - 1     | Cultural Leonesa   |
| 1986-87   | Cultural Leonesa   | 0 - 2     | S. D. Ponferradina |
| 1994-95   | S. D. Ponferradina | 2 - 2     | Cultural Leonesa   |
| 1994-95   | Cultural Leonesa   | 2 - 0     | S. D. Ponferradina |

#### Tercera División (1929-1977)
| Temporada | Local              | Resultado | Visitante          |
| --------- | ------------------ | --------- | ------------------ |
| 1939-40   | S. D. Ponferradina | 3 - 3     | Cultural Leonesa   |
| 1939-40   | Cultural Leonesa   | 3 - 0     | S. D. Ponferradina |
| 1940-41   | S. D. Ponferradina | 0 - 2     | Cultural Leonesa   |
| 1940-41   | Cultural Leonesa   | 7 - 0     | S. D. Ponferradina |
| 1941-42   | S. D. Ponferradina | 0 - 1     | Cultural Leonesa   |
| 1941-42   | Cultural Leonesa   | 2 - 0     | S. D. Ponferradina |
| 1946-47   | S. D. Ponferradina | 0 - 0     | Cultural Leonesa   |
| 1946-47   | Cultural Leonesa   | 2 - 0     | S. D. Ponferradina |
| 1947-48   | S. D. Ponferradina | 1 - 2     | Cultural Leonesa   |
| 1947-48   | Cultural Leonesa   | 5 - 0     | S. D. Ponferradina |
| 1949-50   | S. D. Ponferradina | 2 - 1     | Cultural Leonesa   |
| 1949-50   | Cultural Leonesa   | 3 - 3     | S. D. Ponferradina |
| 1950-51   | Cultural Leonesa   | 3 - 1     | S. D. Ponferradina |
| 1950-51   | S. D. Ponferradina | 2 - 1     | Cultural Leonesa   |
| 1951-52   | Cultural Leonesa   | 3 - 1     | S. D. Ponferradina |
| 1951-52   | S. D. Ponferradina | 2 - 1     | Cultural Leonesa   |
| 1952-53   | S. D. Ponferradina | 1 - 0     | Cultural Leonesa   |
| 1952-53   | Cultural Leonesa   | 1 - 0     | S. D. Ponferradina |
| 1958-59   | S. D. Ponferradina | 0 - 1     | Cultural Leonesa   |
| 1958-59   | Cultural Leonesa   | 4 - 1     | S. D. Ponferradina |
| 1962-63   | Cultural Leonesa   | 2 - 3     | S. D. Ponferradina |
| 1962-63   | S. D. Ponferradina | 1 - 1     | Cultural Leonesa   |
| 1963-64   | Cultural Leonesa   | 0 - 0     | S. D. Ponferradina |
| 1963-64   | S. D. Ponferradina | 2 - 0     | Cultural Leonesa   |
| 1964-65   | Cultural Leonesa   | 3 - 3     | S. D. Ponferradina |
| 1964-65   | S. D. Ponferradina | 3 - 0     | Cultural Leonesa   |
| 1965-66   | Cultural Leonesa   | 0 - 0     | S. D. Ponferradina |
| 1965-66   | S. D. Ponferradina | 0 - 0     | Cultural Leonesa   |
| 1966-67   | Cultural Leonesa   | 1 - 2     | S. D. Ponferradina |
| 1966-67   | S. D. Ponferradina | 1 - 2     | Cultural Leonesa   |
| 1967-68   | Cultural Leonesa   | 2 - 0     | S. D. Ponferradina |
| 1967-68   | S. D. Ponferradina | 0 - 1     | Cultural Leonesa   |
| 1968-69   | Cultural Leonesa   | 1 - 1     | S. D. Ponferradina |
| 1968-69   | S. D. Ponferradina | 1 - 2     | Cultural Leonesa   |
| 1969-70   | S. D. Ponferradina | 2 - 1     | Cultural Leonesa   |
| 1969-70   | Cultural Leonesa   | 4 - 0     | S. D. Ponferradina |
| 1970-71   | S. D. Ponferradina | 1 - 0     | Cultural Leonesa   |
| 1970-71   | Cultural Leonesa   | 5 - 1     | S. D. Ponferradina |
| 1973-74   | S. D. Ponferradina | 1 - 4     | Cultural Leonesa   |
| 1973-74   | Cultural Leonesa   | 3 - 2     | S. D. Ponferradina |
| 1976-77   | S. D. Ponferradina | 1 - 0     | Cultural Leonesa   |
| 1976-77   | Cultural Leonesa   | 3 - 1     | S. D. Ponferradina |

### Enfrentamientos en Copa

#### Estadísticas generales en Copa
- Primer encuentro: 26 de septiembre de 1974
- Último encuentro: 1 de septiembre de 1999
- Total de partidos: 3
- Victorias de la Cultural y Deportiva Leonesa: 1
- Victorias de la  S. D. Ponferradina: 2
- Empates: 0
- Goles de la Cultural y Deportiva Leonesa: 5
- Goles de la  S. D. Ponferradina: 5
- Máxima goleada de la Cultural y Deportiva Leonesa en casa: 2-0 (1974)
- Máxima goleada de la Cultural y Deportiva Leonesa fuera: -
- Máxima goleada de la  S. D. Ponferradina en casa: 1-0 (1974)
- Máxima goleada de la  S. D. Ponferradina fuera: 3-4 (1999-00)
- Empate con más goles en León: -
- Empate con más goles en Ponferrada: -

#### Enfrentamientos en Copa del Rey
| Temporada | Local              | Resultado | Visitante          |
| --------- | ------------------ | --------- | ------------------ |
| 1973-74   | Cultural Leonesa   | 2 - 0     | S. D. Ponferradina |
| 1973-74   | S. D. Ponferradina | 1 - 0     | Cultural Leonesa   |
| 1999-00   | S. D. Ponferradina | 4 - 3     | Cultural Leonesa   |

### Cómputo total de enfrentamientos oficiales
| Competición        | PJ | CDL | E  | S. D.P | Goles CDL | Goles S. D.P |
| ------------------ | -- | --- | -- | ------ | --------- | ------------ |
| Primera Federación | 1  | 1   | 0  | 0      | 2         | 1            |
| Segunda División B | 78 | 35  | 19 | 24     | 118       | 85           |
| Tercera División   | 10 | 3   | 4  | 3      | 10        | 12           |
| Copa del Rey       | 3  | 1   | 0  | 2      | 5         | 5            |
| Total              | 92 | 40  | 23 | 29     | 135       | 103          |

| PJ: Partidos jugados                              |
| CDL: Victorias de la Cultural y Deportiva Leonesa |
| E: Empates                                        |
| S. D.P: Victorias de la S. D. Ponferradina        |
| Goles CDL: Goles del Cultural y Deportiva Leonesa |
| Goles S. D.P: Goles del S. D. Ponferradina        |

° Se contabilizan los partidos previos a 1977 de Tercera División en Segunda División B ya que antes de esa fecha, la Tercera División es la tercera categoría del fútbol nacional, después pasa a denominarse así a la cuarta categoría.

## Enfrentamientos amistosos

### Estadísticas generales en amistosos
- Primer encuentro: 8 de septiembre de 1923
- Último encuentro: 30 de julio de 2014
- Total de partidos: 20
- Victorias de la Cultural y Deportiva Leonesa: 7
- Victorias de la  S. D. Ponferradina: 10
- Empates: 3
- Goles de la Cultural y Deportiva Leonesa: 36
- Goles de la  S. D. Ponferradina: 34
- Máxima goleada de la Cultural y Deportiva Leonesa en casa: 3-1 (1957-58 y 1966-67)
- Máxima goleada de la Cultural y Deportiva Leonesa fuera: 3-7 (1945-46)
- Máxima goleada de la  S. D. Ponferradina en casa: 5-3 (1953-54) y 3-1 (1953-54)
- Máxima goleada de la  S. D. Ponferradina fuera: 0-1 (2008-09 y 2010-11) y 1-2 (2010-11)
- Empate con más goles en León: 0-0 (2014-15)
- Empate con más goles en Ponferrada: 2-2 (1945-46 y 1954-55)

### Enfrentamientos amistosos por torneo

#### Triangular por la minería[11]
| Temporada | Local            | Resultado | Visitante          |
| --------- | ---------------- | --------- | ------------------ |
| 2014-15   | Cultural Leonesa | 0 - 0     | S. D. Ponferradina |

#### Copa Diputación de León
| Temporada | Local              | Resultado | Visitante          |
| --------- | ------------------ | --------- | ------------------ |
| 1953-54   | S. D. Ponferradina | 5 - 3     | Cultural Leonesa   |
| 2008-09   | Cultural Leonesa   | 0 - 1     | S. D. Ponferradina |
| 2010-11   | Cultural Leonesa   | 1 - 2     | S. D. Ponferradina |

#### Copa Castilla y León
| Temporada | Local              | Resultado | Visitante          |
| --------- | ------------------ | --------- | ------------------ |
| 2009-10   | S. D. Ponferradina | 3 - 1     | Cultural Leonesa   |
| 2010-11   | Cultural Leonesa   | 0 - 1     | S. D. Ponferradina |

#### Torneo ciudad de Ponferrada
| Temporada | Local              | Resultado | Visitante        |
| --------- | ------------------ | --------- | ---------------- |
| 1982-83   | S. D. Ponferradina | 2 - 1     | Cultural Leonesa |

#### Torneo Reino de León
| Temporada | Local            | Resultado | Visitante          |
| --------- | ---------------- | --------- | ------------------ |
| 1966-67   | Cultural Leonesa | 3 - 1     | S. D. Ponferradina |

#### Torneo Virgen de la Encina
| Temporada | Local              | Resultado | Visitante        |
| --------- | ------------------ | --------- | ---------------- |
| 1945-46   | S. D. Ponferradina | 2 - 2     | Cultural Leonesa |
| 1945-46   | S. D. Ponferradina | 3 - 2     | Cultural Leonesa |

#### Otros amistosos
| Temporada | Local              | Resultado | Visitante          |
| --------- | ------------------ | --------- | ------------------ |
| 1923-24   | S. D. Ponferradina | 1 - 0     | Cultural Leonesa   |
| 1925-26   | S. D. Ponferradina | 2 - 1     | Cultural Leonesa   |
| 1926-27   | S. D. Ponferradina | 1 - 2     | Cultural Leonesa   |
| 1945-46   | S. D. Ponferradina | 3 - 7     | Cultural Leonesa   |
| 1953-54   | S. D. Ponferradina | 3 - 1     | Cultural Leonesa   |
| 1954-55   | S. D. Ponferradina | 4 - 3     | Cultural Leonesa   |
| 1954-55   | S. D. Ponferradina | 2 - 2     | Cultural Leonesa   |
| 1957-58   | Cultural Leonesa   | 3 - 1     | S. D. Ponferradina |
| 1975-76   | S. D. Ponferradina | 0 - 2     | Cultural Leonesa   |
| 1979-80   | Cultural Leonesa   | 1 - 0     | S. D. Ponferradina |
| 1982-83   | Cultural Leonesa   | 2 - 0     | S. D. Ponferradina |
| 2017-18   | S. D. Ponferradina | 1 - 0     | Cultural Leonesa   |

### Cómputo total de enfrentamientos amistosos
| Competición                 | PJ | CDL | E | S. D.P | Goles CDL | Goles S. D.P |
| --------------------------- | -- | --- | - | ------ | --------- | ------------ |
| Triangular por la minería   | 1  | 0   | 1 | 0      | 0         | 0            |
| Copa Diputación de León     | 3  | 0   | 0 | 3      | 4         | 8            |
| Copa Castilla y León        | 2  | 0   | 0 | 2      | 1         | 4            |
| Torneo ciudad de Ponferrada | 1  | 0   | 0 | 1      | 1         | 2            |
| Torneo Reino de León        | 1  | 1   | 0 | 0      | 3         | 1            |
| Torneo Virgen de la Encina  | 2  | 0   | 1 | 1      | 4         | 5            |
| Otros amistosos             | 11 | 6   | 1 | 4      | 24        | 17           |
| Total                       | 21 | 7   | 3 | 11     | 37        | 37           |

| PJ: Partidos jugados                              |
| CDL: Victorias de la Cultural y Deportiva Leonesa |
| E: Empates                                        |
| S. D.P: Victorias de la S. D. Ponferradina        |
| Goles CDL: Goles del Cultural y Deportiva Leonesa |
| Goles S. D.P: Goles del S. D. Ponferradina        |